# Somalia
Somalia (som. Soomaaliya; arab. ‏الصومال‎, As-Sumal, Aş-Şūmāl), Federalna Republika Somalii (som. Jamhuuriyadda Federaalka Soomaaliya; arab. ‏جمهورية الصومال الفدرالية‎, trb. Jumhūrīyat aṣ-Ṣūmāl al-Fidirālīyah) – państwo w północno-wschodniej części Afryki położone na Półwyspie Somalijskim (zwanym „Rogiem Afryki”). Przylega do Oceanu Indyjskiego i Zatoki Adeńskiej. Na północnym zachodzie graniczy z Dżibuti, na zachodzie z Etiopią, zaś na południowym zachodzie z Kenią.
Od 1991 roku w Somalii trwa wojna domowa. W 2011 Somalia zajęła 1. miejsce (czwarty rok z rzędu) w rankingu państw o najtrudniejszych warunkach do życia. Szacuje się, że w całym regionie tzw. „Rogu Afryki" (południowo-wschodnia Etiopia, Somalia, północna Kenia) blisko 12 mln ludzi jest zagrożonych głodem.
Według raportu opublikowanego przez FAO oraz amerykańską agencję rządową USAID głód, który panował w Somalii w latach 2010–2012, był skutkiem największej od 60 lat suszy w tym rejonie świata i zabił prawie 260 tysięcy ludzi; połowa ofiar to dzieci poniżej piątego roku życia. Do klęski przyczyniła się także niepewna sytuacja bezpieczeństwa i związany z nią ograniczony dostęp organizacji humanitarnych do poszkodowanych, niektóre rejony znajdowały się bowiem pod kontrolą grup związanych z Al-Ka’idą.

## Geografia
Długość granicy lądowej: 2366 km
- Dżibuti 58 km
- Etiopia 1626 km
- Kenia 682 km

### Ukształtowanie powierzchni
Kraj nizinny na południu i na wybrzeżu. Na północy wyżynny, ze skalistymi górami do wysokości 2400 m n.p.m. Na północy wyżyny poprzecinane są suchymi dolinami i wyschniętymi korytami rzek. Linia brzegowa jest mało urozmaicona. Jej długość wynosi 3025 km.

### Klimat
Pomimo położenia w pobliżu równika w Somalii panuje stosunkowo suchy klimat. Na południu występuje klimat podrównikowy suchy z niewielkimi opadami deszczu, a na północy zwrotnikowy suchy prawie bez opadów. Monsuny wiejące znad Oceanu Indyjskiego nie przynoszą opadów. W kraju występują dwie dwumiesięczne pory deszczowe. Na południu spada 700 mm deszczu rocznie. Na północy panuje typowa dla pustynnego klimatu susza – roczne opady dochodzą zaledwie do 50 mm. Sprawia to, że Somalia cierpi na niedobór wody pitnej. Przez cały rok utrzymują się w miarę stałe temperatury powyżej 24 stopni Celsjusza (temp. średnia dobowa). Średnia temperatura roczna to 28 stopni. Amplitudy jednak wzrastają w kierunku północnym. W Somalilandzie w dzień dochodzi ona do 34 stopni Celsjusza. W nocy mogą panować niskie temperatury. Somalia nie jest nawiedzana w zasadzie przez żadne ekstremalne zjawiska pogodowe, takie jak trąby powietrzne czy huragany, zdarzają się jednak katastrofalne susze. Padające deszcze mogą być gwałtowne w południowej części kraju, choć zwykle są wtedy krótkotrwałe.

### Podział administracyjny
Somalia jest podzielona na 18 regionów. Stolicą kraju jest Mogadiszu.

## Demografia

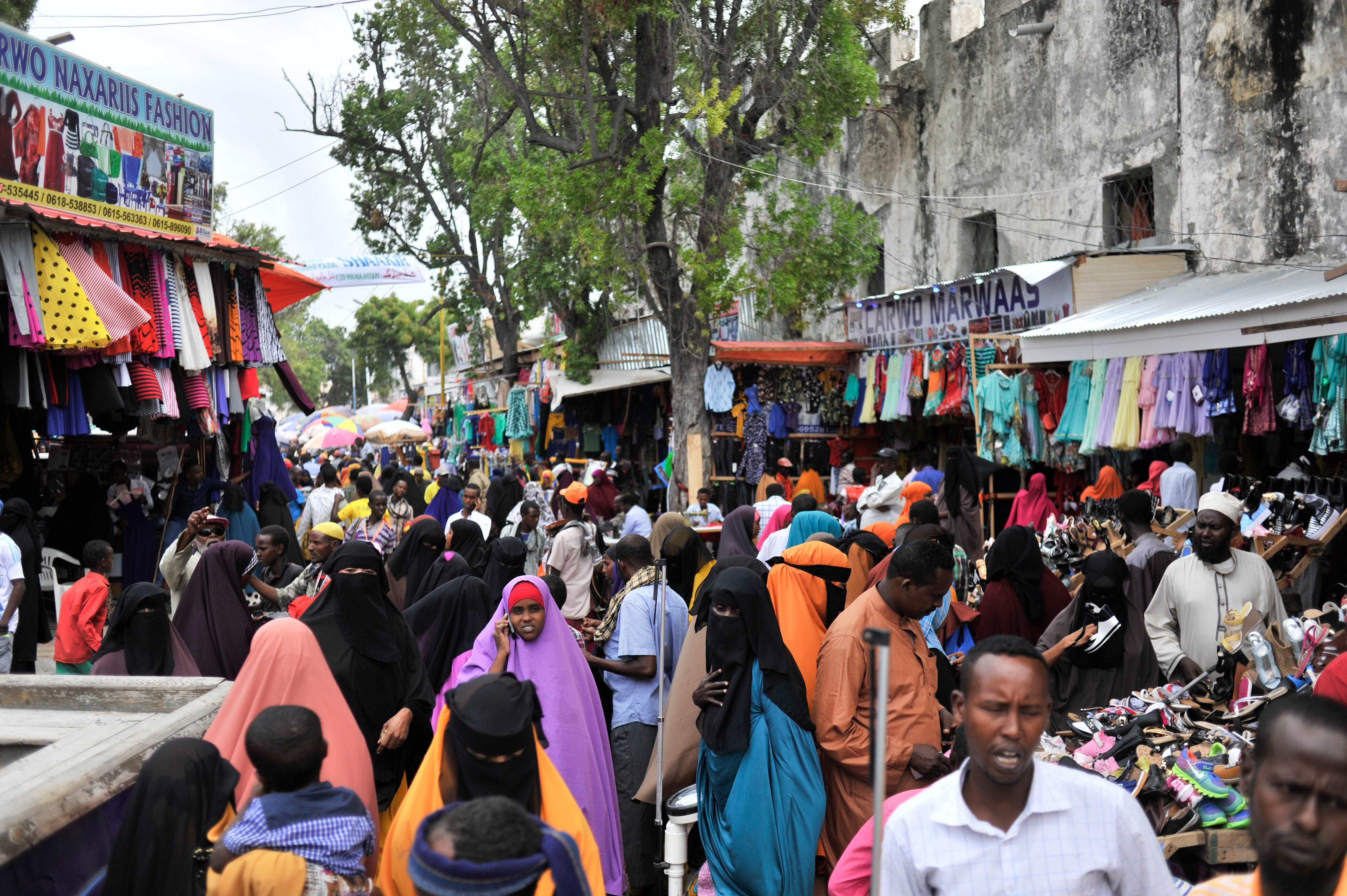
Mogadiszu

### Struktura etniczna
Skład etniczny kraju w 2019 roku:
- Somalowie – 90,3%,
- Somalijscy Bantu – 4,9%,
- Suahili – 1,8%,
- Arabowie – 0,8%,
- Oromowie – 0,6%,
- pozostali – 1,6%.

Somalijczycy, ludność pochodzenia kuszyckiego, stanowią prawie 98% mieszkańców kraju (1983). Podzieleni są na sześć zespołów rodowych: Dir, Darod, Issak, Hawija, Digil, Rahanwejn. Pierwsze cztery rody należą do Samaale, ludności pasterskiej, pozostałe dwa do Saab, ludów rolniczych o niższej randze społecznej w stosunku do pasterzy. Zespoły rodowe dzielą się na rody, a te z kolei na lineaże. Wszelkie przeszłe i współczesne konflikty Somalii przebiegają na styku rodów, lineaży itd. (często nazywanych plemionami), których struktura jest bardzo skomplikowana. Oprócz Somalijczyków społeczność kraju tworzy ludność bantuidalna, Bantu zsomalizowani oraz Arabowie.

### Religia
Struktura religijna kraju:
- islam – 99,6%,
- chrześcijaństwo – 0,3%:
  - prawosławie – 0,22%,
  - katolicyzm – 0,04%,
  - niezależne kościoły – 0,03%,
  - protestantyzm – 0,01%,
- hinduizm – 0,1%.

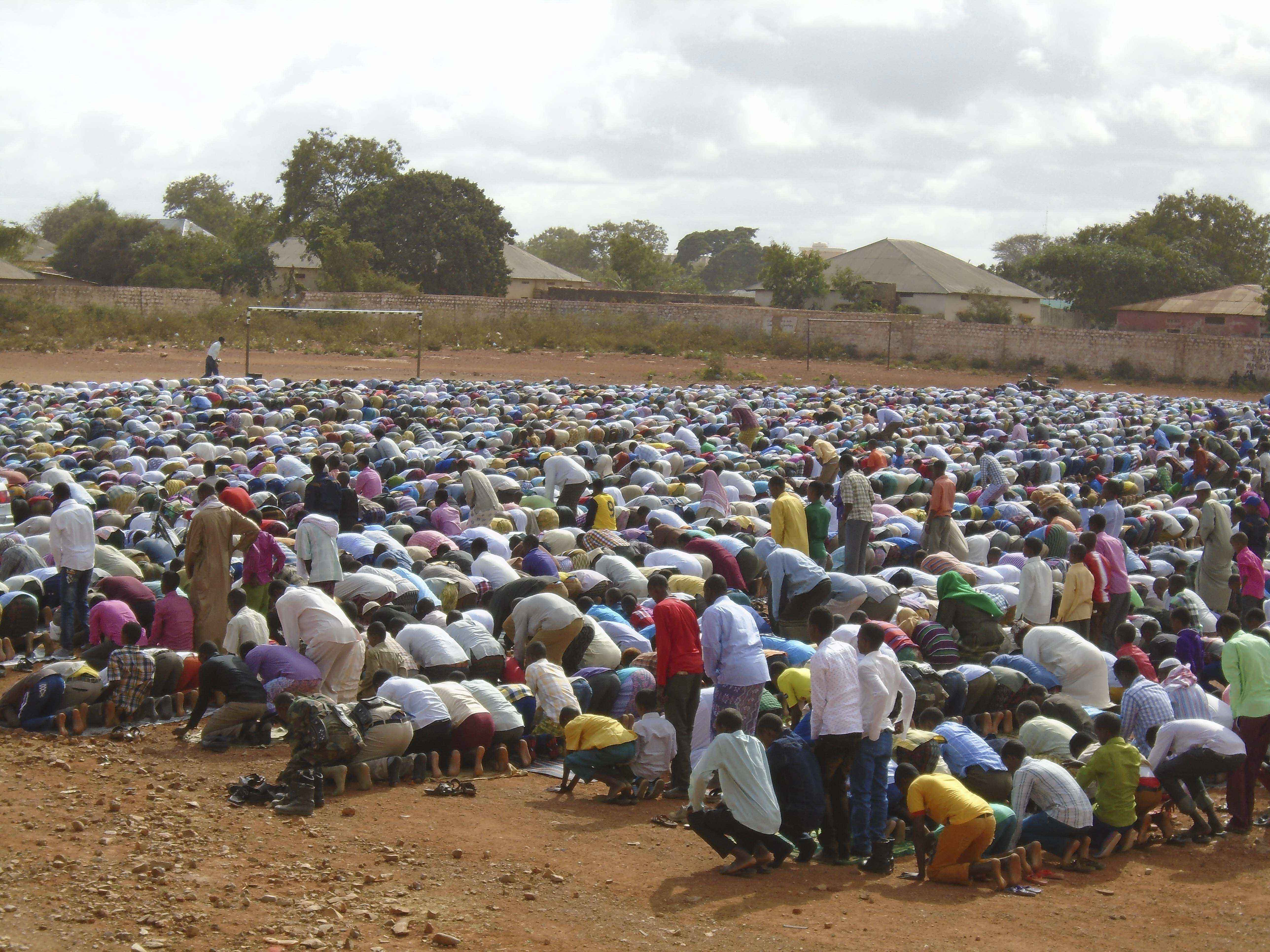
Id al-Fitr, 17 lipca 2015

Mimo oficjalnych deklaracji o wolności religijnej, mniejszość religijna jest mocno prześladowana. Siłowym nawracaniem chrześcijan na islam zajmuje się między innymi terrorystyczna organizacja Al-Shabaab. Według organizacji Open Doors Somalia zajmowała 3. miejsce, w krajach gdzie chrześcijanie są najbardziej prześladowani w 2020 roku.

## Historia
Północne i wschodnie wybrzeża dzisiejszej Somalii stanowiły prawdopodobnie część starożytnego Puntu. W okresie klasycznym miasta-państwa Mosylon, Opone, Mundus, Isis, Malao, Awalites, Essina, Nikon i Sarapion rozwijały się dzięki handlowi z Egiptem ptolemejskim, Grecją, Fenicją, Partią, królestwem Saby, Królestwem Nabatejskim i Cesarstwem Rzymskim. W VII–X w. n.e. na wybrzeżu powstały liczne faktorie perskie i arabskie. W przeciągu VIII-XII wieku na tereny te z Półwyspu Arabskiego napływali Somalijczycy. Napływowa ludność szybko uległa procesowi islamizacji. W XIII-XVI islamscy władcy z wybrzeża kraju, wspierani przez Somalijczyków toczyli walki z sąsiednią Etiopią. W XVI wieku część wybrzeża zajęła Portugalia, wyparta w XVII-XVIII wieku przez Arabów z Omanu. W XIX wieku, zwłaszcza po utworzeniu Kanału Sueskiego, Somalia stała się przedmiotem rywalizacji mocarstw europejskich. W 1887 roku Wielka Brytania utworzyła na północy kraju protektorat pod nazwą Somaliland, Francja zajęła obecne Dżibuti, a Włochy od 1889 roku kontrolowały wschodnie wybrzeże. Somali Włoskie stopniowo było powiększane, w 1905 roku wykupiono miasta-porty (Merka, Barawa i Mogadiszu), a w 1926 roku w skład kolonii włączono tzw. Jubaland. W trakcie włoskiej inwazji na Abisynię lat 1935-36 Somalia stanowiła bazę wypadową. W 1936 roku wraz z Etiopią i Erytreą została połączona we Włoską Afrykę Wschodnią. W 1940 roku oddziały włoskie opanowały część brytyjską Somalii. Ich panowanie nad tymi obszarami nie trwało długo, w 1941 roku utracili je wraz z całym obszarem Somalii. 1 kwietnia 1950 roku obszar dawnego Somali Włoskiego został przekazany pod administrację Włoch jako terytorium powiernicze ONZ.

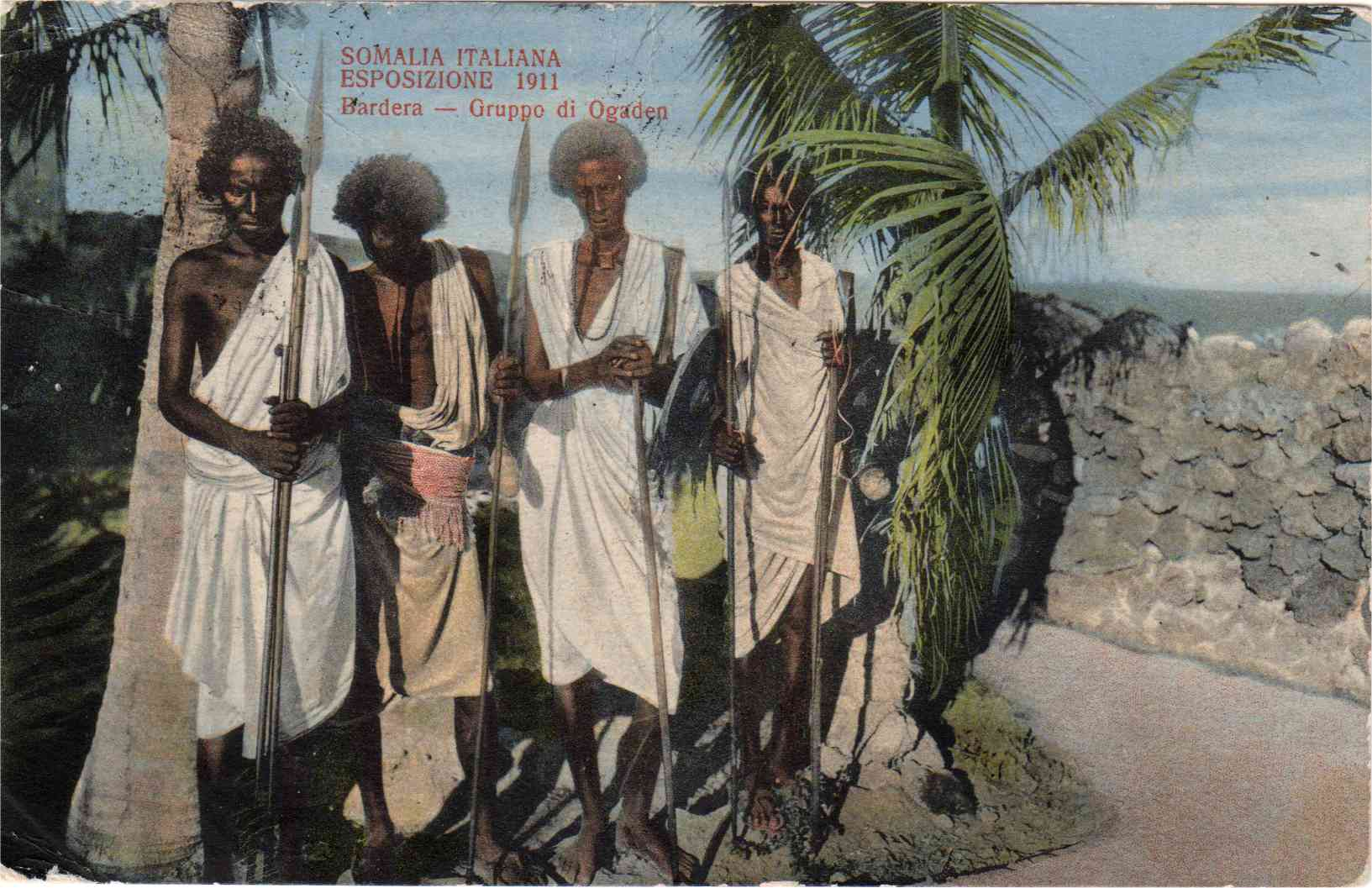
Somali Włoskie, 1911

1 lipca 1960 roku z połączenia Somali Brytyjskiego i Włoskiego powstała niepodległa Republika Somalii. Od chwili ogłoszenia niepodległości Somalia zgłaszała roszczenia wobec sąsiadów (wobec Etiopii o Ogaden, wobec Somali Francuskiego i Kenii) wywołując konflikty graniczne. Pierwszym prezydentem republiki był Aden Abdullah Osman Daar (1960-67), następnie Abdirashid Ali Shermarke (zabity w 1969 roku). W 1969 roku przeprowadzony został wojskowy zamach stanu, w wyniku którego władzę objęła Najwyższa Rada Rewolucyjna na czele z generałem Mohammedem Siad Barre. Junta utworzyła Somalijską Republikę Demokratyczną, zawiesiła konstytucję i wdrażała w życie reformy utrzymane w lewicowym stylu. W 1976 roku utworzona została rządząca Somalijska Rewolucyjna Partia Socjalistyczna a Siad Barre został ogłoszony prezydentem. W 1977 roku zaatakowała Etiopię (wojna w Ogadenie) chcąc przyłączyć Ogaden. Konflikt okazał się klęską Somalii na skutek wsparcia Etiopii przez Związek Radziecki i Kubę. Po militarnej porażce rząd Somalii przyjął prozachodnią orientację polityczną. W latach 80. miał miejsce kryzys gospodarczy który doprowadził do wzrostu antagonizmów etnicznych i nastrojów antyrządowych. W grudniu 1990 roku wprowadzono nową konstytucję kształtująca w kraju system wielopartyjny. Zmiana konstytucji nie zakończyła pogłębiającej się dezintegracji.
W styczniu 1991 roku urzędujący prezydent Siad Barre uciekł z pogrążonego w chaosie kraju. Jego następcą został Ali Mahdi Mohamed, który przywrócił konstytucję z 1960 roku. W maju tego samego roku Somalijski Ruch Narodowy jednostronnie proklamował niepodległość Republiki Somalilandu (na obszarze dawnego protektoratu brytyjskiego), nie uznaną przez międzynarodową społeczność. Walka o władzę kilkunastu ugrupowań o charakterze klanowym, doprowadziła w 1992 roku do zniszczenia struktur państwowych i masowego uchodźstwa ludności cywilnej. Organizacja Narodów Zjednoczonych ogłosiła embargo na dostawę broni do kraju oraz zorganizowała zbrojną interwencję w celu umożliwienia pomocy humanitarnej. Akcja zakończyła się w 1994 roku opanowaniem klęski głodu. Porozumienie pokojowe z 1994 roku nie przyniosło zakończenia walk. Żaden z trzech samozwańczych prezydentów nie zdobył uznania za granicą. W 2000 roku w wyniku konferencji pojednania narodowego utworzono władze centralne kraju i parlament. Centralne władze kontrolują jedynie stolicę i część kraju a w kraju stale toczy się wojna domowa. W 2006 roku władzę w stolicy przejęli fundamentaliści religijni z Unii Trybunałów Islamskich. Przeciwko ich rządom w latach 2006-09 doszło do interwencji wojsk etiopskich. W 2007 roku ruszyła operacja pokojowa AMISOM zorganizowana przez Unię Afrykańską. Od 2008 roku nastąpiło ponowne zajęcie środkowych i południowych terenów przez islamistów, co spowodowało wybuch kolejnej wojny. W kwietniu 2009 roku parlament Somalii zadecydował, że jedynym obowiązującym w kraju prawem będzie szariat. W 2012 roku zajęto główny ośrodek rebeliantów w Kismaju, a w 2014 roku ruszyła operacja militarna przeciwko ostatnim ostojom rebeliantów. 12 stycznia 2025 roku Somalia przywraca stosunki dyplomatyczne z Etiopią rocznej przerwie, w wyniku Ankara Declaration.

## Siły zbrojne
Somalia dysponuje dwoma rodzajami sił zbrojnych: wojskami lądowymi oraz marynarką wojenną. Uzbrojenie sił morskich składało się w 2021 roku m.in. z 11 okrętów obrony przybrzeża, natomiast sił lądowych m.in. z: 80 opancerzonych pojazdów bojowych oraz 25 zestawów artylerii holowanej. Wojska somalijskie w 2021 roku liczyły 20 tys. żołnierzy zawodowych. Somalijskie siły zbrojne stanowią 137. siłę militarną na świecie, z rocznym budżetem na cele obronne w wysokości 60,2 mln dolarów (USD) (dane z 2021).

## Państwa powstałe na terenie Somalii podczas wojny domowej od 1991
Od obalenia rządu Siad-Barre w 1991 w Somalii trwa wojna domowa pomiędzy klanami. Trwająca od 1991 próba wprowadzenia demokracji przez wojska ONZ nie przyniosła oczekiwanego rezultatu, wskutek czego ONZ podjęło decyzję o wycofaniu się z Somalii w 1995.
Wskutek wojny domowej nastąpił de facto rozpad Somalii. Powstało kilka niezależnych małych państw, zaś reszta kraju pogrążyła się w walkach pomiędzy klanami.

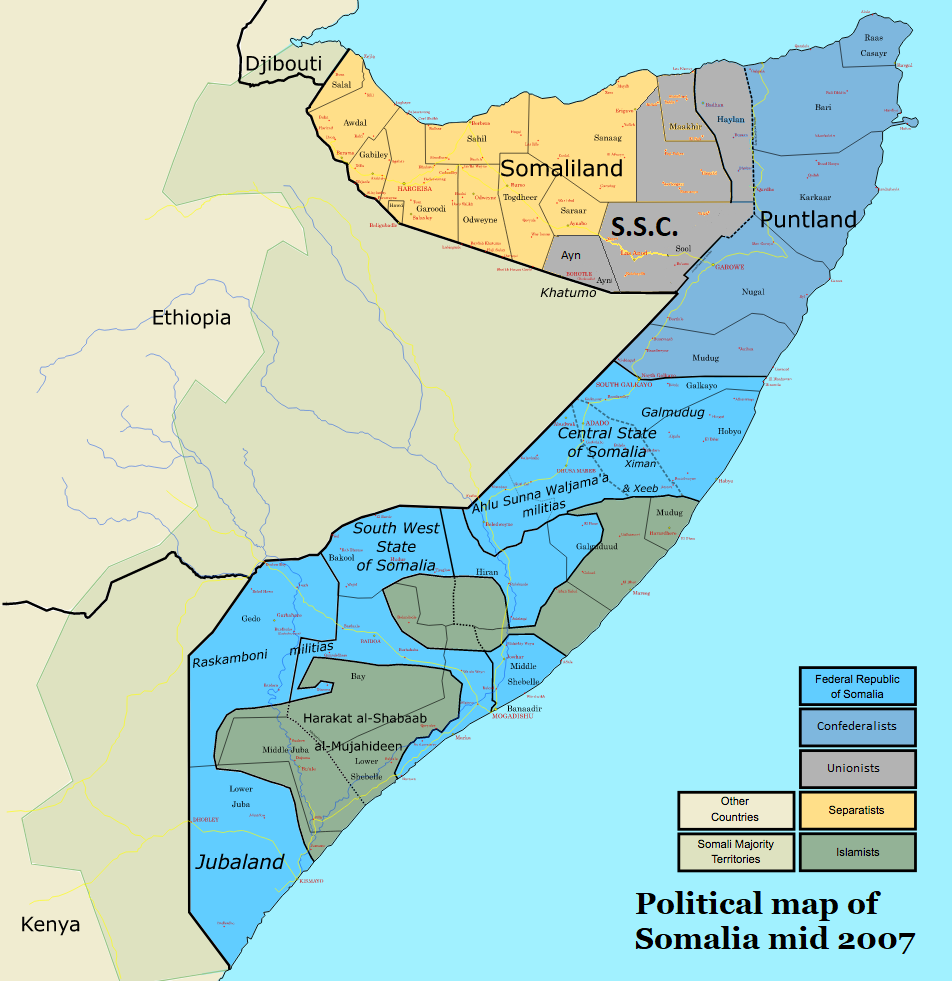
Obecna sytuacja polityczna w Somalii. Kolorem niebieskim zaznaczono terytoria pod kontrolą rządu tymczasowego.

### Republika Somalilandu

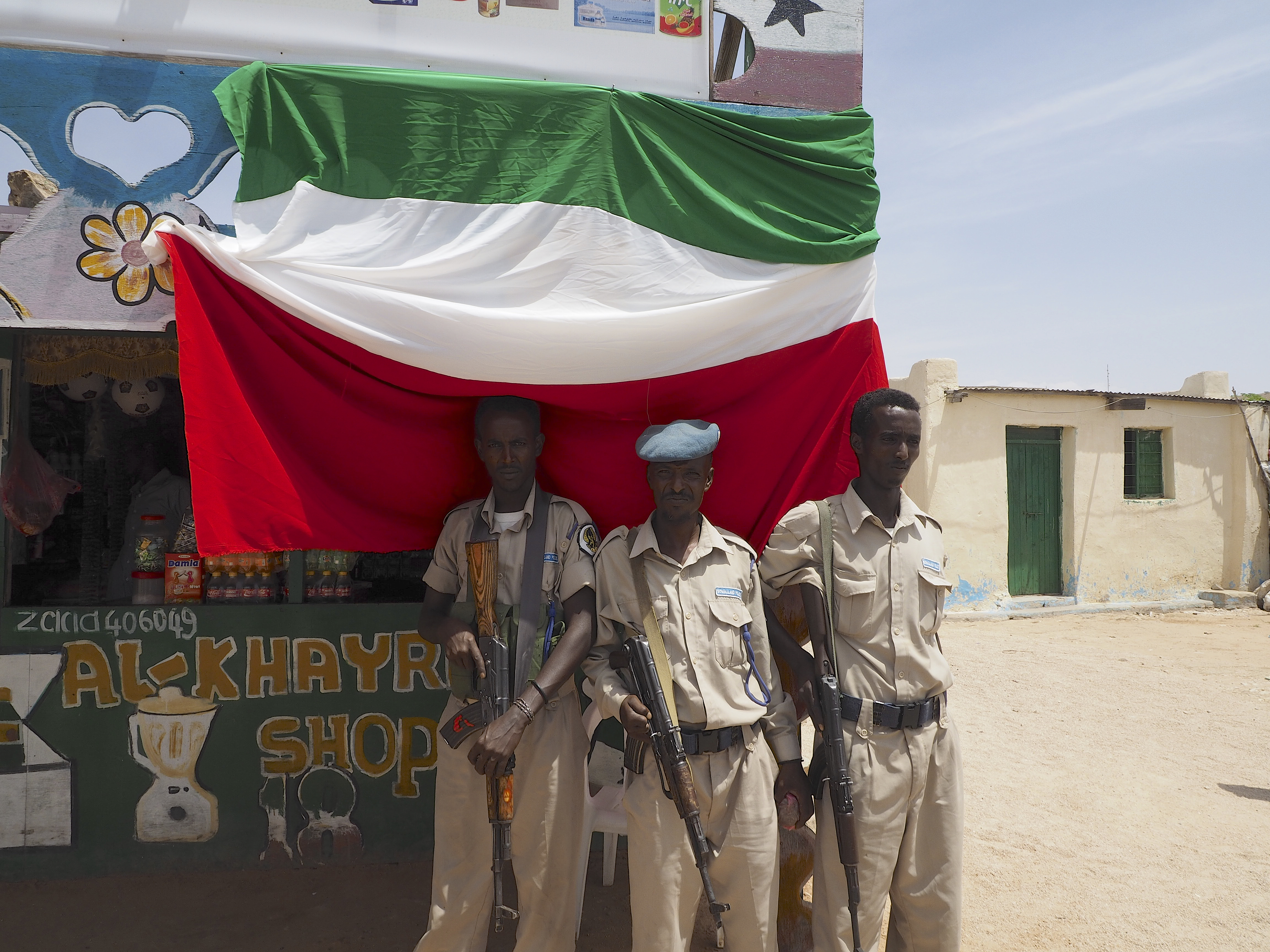
Somaliland

Po obaleniu w 1991 dyktatora Siada-Barre na północnym wybrzeżu Somalii (nad Zatoką Adeńską), na terenach, które niegdyś stanowiły kolonię brytyjską Somaliland, Issowie rozpoczęli powstanie i w efekcie przejęli tam całkowitą władzę. W maju 1991 Somalijski Ruch Narodowy (SNM) ogłosił niezależność tych terenów. Tak powstała Republika Somaliland, której jednak nie uznała do tej pory społeczność międzynarodowa i ONZ. Pierwszym prezydentem Somalilandu został Abdurahman Ahmed Ali Tur, a od 2017 roku urząd prezydenta pełni Muse Bihi Abdi.
Obecnie na terenie Somalilandu panuje najbardziej stabilna sytuacja i w porównaniu z resztą regionu jedynie tam można mówić o względnie mocnej strukturze państwowej. W maju 2001 obywatele Republiki Somalilandu opowiedzieli się w referendum za niepodległością.

### Puntland
W 1998 region Puntland ogłosił niezależność. Obecnie posiada status republiki autonomicznej.

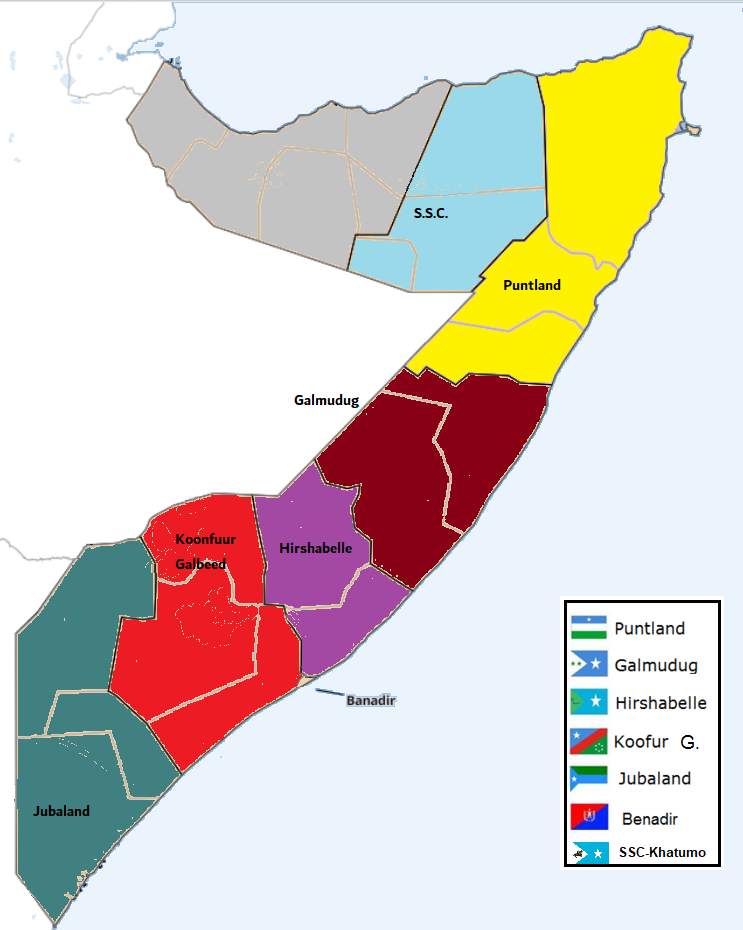
Różne organizmy państwowe funkcjonujące na terytorium Somalii

### Galmudug
14 sierpnia 2006 secesję ogłosił kolejny region – Galmudug. Obecnie posiada status republiki autonomicznej.

### Unia Trybunałów Islamskich
Na przełomie czerwca i lipca 2006 armia Unii Trybunałów Islamskich zajęła większość centralnej i południowej części Somalii, w tym stolicę w Mogadiszu. Na skutek ofensywy etiopskiej w grudniu 2006, fundamentaliści islamscy musieli wycofać się z zajmowanych terytoriów i przejść do walki partyzanckiej. W 2008 doprowadzili do ustąpienia prezydenta Abdullahiego Yusufa. Nowym prezydentem został Sharif Sheikh Ahmed wywodzący się z Unii Trybunałów Islamskich. Wojnę wypowiedziały mu radykalne islamistyczne bojówki Al-Shabaab oraz Hizbul Islam.

### Państwa obecnie nieistniejące
- W 1998 region Jubaland ogłosił secesję. W 2001 region powrócił pod władzę rządu federalnego.
- Od 2002 południowo-zachodni region Somalii znajdował się poza kontrolą rządu. W 2006 na mocy porozumienia lokalni przywódcy uznali na powrót władzę tymczasowego rządu somalijskiego.
- 1 lipca 2007 północna część regionu spornego pomiędzy Puntlandem a Somalilandem, Maakhir, ogłosiła niezależność. W 2009 roku przyłączył się do Puntlandu.